# Kalmár Péter (rendező)
Kalmár Péter (Budapest, 1964. július 1. –) magyar rendező, producer, író és vállalkozó. Pályáját gyermekszínészként kezdte, édesapja Kalmár Tibor, Jászai Mari-díjas rendező, érdemes művész.

## Gyermekkora
6 éves korától 13 éves koráig gyermekszínészként különféle színházi és televíziós produkciókban szerepelt, többek között a Vidám Színpad Ide figyeljetek, gyerekek, a Katona József Színház A nép ellensége, és a Fővárosi Operettszínház A kutya, akit Bozzi úrnak hívtak című darabjain dolgozott, de a Magyar Televízió Kabaré utca című műsorában is találkozhattak vele a nézők.

## Tanulmányai
Középiskolai tanulmányait 1978 és 1982 között a budapesti Madách Imre Gimnázium intenzív angol szakán folytatta, ezt követően a Színház és Filmművészeti Egyetemen zenés színházrendező / operarendező szak és a Liszt Ferenc Zeneművészeti Akadémia operarendező szak hallgatójaként folytatott párhuzamos tanulmányokat 1983 és 1988 között.

## Kurzusok, tanfolyamok
1986 – Baltimore, Theater of Nations - American Musical Theater ITI ösztöndíj
1986 – Cameron Mackintosh meghívására hospitálás Andrew Lloyd Webber: Az operaház fantomja című musical londoni ősbemutatójánál Harold Prince rendező társaságában

## Munkássága

### Színházi munkái rendezőként
- Óbudai Vigasságok[8] (1984, Fő tér)

- Milne-Gesztesi-Philip: Micimackó
- Bibbione: La Calandria
- Thomas – Aldobolyi – Szenes:Charley nénje 1988 - Egri Gárdonyi Színház (rendező)[9]
- Puccini: Play back Schicchi 1989[10] - Bologna Festival Teatro (rendező)
- J.Strauss – Romhányi:Egy éj Velencében 1989[11] - Miskolci Szabadtér (rendező)
- Freed-Green-Comden-Brown: Ének az esőben 1990[12] - Fővárosi Operettszínház (rendező-átdolgozó)
- Kalmár-Mikó: Mikó' lesz a fantom? 1991[13] - Thália Színház (rendező, szerkesztő)
- Stephen Sondheim: Sweeney Todd 1992[14] - Erkel Színház-Rock Színház (rendező-producer)
- Stephen Swartz: Pippin 1994[15] - Nyíregyházi Színház (rendező, átdolgozó)
- Fodor-Lakatos-Fekete-Verebes-Kalmár:Kasszasiker 1995[16] - Nyíregyházi Színház (rendező, átdolgozó)
- Puccini:Gianni Schicchi 1996[17] - Magyar Állami Operaház (rendező)
- Kalmár-Juhász-Kállai:Revue Deja Vu 2000[18] - Moulin Rouge (szerző, rendező, producer)
- Fényes-G.Dénes-Békeffi: A kutya, akit Bozzi úrnak hívtak 2001[19] - Budapesti Operett Színház (rendező, átdolgozó)
- Kalmár-Fekete-Kovács: Machow Swing 2011[20] - SZIKRA cool • tour • house (producer-rendező)
- Dzsászt-e zsidolo - Jurányiház 2024

### Televíziós munkái
- Osztálytalálkozó (doku-portré) 1981[21] - MTV FMS (szerkesztő-rendező)
- TV Szilveszter (show) 1990 - MTV (az Operettszínházi blokk rendezője)
- Hallod, te ló?! (Paudits show) 1991[22] - MTV (rendező)
- Revue Deja Vue (újévi show)  2001[23] - RTL Klub, MTV M1 és M2 (rendező-producer)
- Piano Playing Peter Howard (portré) 2003 - MTV (szerkesztő-rendező)
- BroadwayBaby (Hal Prince portré) 2006[24] - MTV (producer-rendező)
- Pesti sztorik (magazin) 2009[25] - (producer-rendező)

### Szerepei[26]
- Hasek: Svejk (1998) - börtönigazgató
- Karinthy Frigyes: Így írtok ti! (1996) - Karinthy Frigyes
- Slágertévé (2000)
- „1” (2009) - viselkedéskutató[27]
- Dzsászt-e zsidolo (2024) - Jurányiház

## Egyéb munkái

### Reklámfilmesként
1995 és 2003 között rendezőként és gyártóként készített reklámfilmeket többek között az EasyCall, a Danubius és az AcneStop számára.

### Ingatlanfejlesztőként
- Moulin Rouge revitalizációja[28] - 1998-2001 (tulajdonos & művészeti vezető)
- Tüskecsarnok[29] - 2006-2008 fejlesztési koncepció, az MNV Zrt. által
- SZIKRA cool • tour • house[30] - 2010-2011 (igazgató & művészeti vezető)

### Publikációi, cikkei, fordításai
- Sweet Charity (amerikai musical) - 1986 (szövegkönyvfordító)
- Mr. Producer (színházi kézikönyv)[31] - 1993 (társszerző és kiadó)
- Levél szponzor barátomnak (Kreatív)[32] - 1996 (szerző)
- Victor / Victoria (amerikai musical) - 1999 (fordító)
- Cikkek a Premier Magazinnak[33] - 2001-től folyamatosan
- Saját blogjába[34] 2011 óta ír rendszeresen.

### Zenei munkásság
- Cicciolina: Kebelbarátság - zenei producer (1989)
- A kutya, akit Bozzi úrnak hívtak[35] - zenei producer (2001)

## Vállalkozások, projektek
1990-ben alapító tagja volt az Akció Kft.-nek, később az Operock Művészeti Ügynökség és Produceri Iroda Kft. tulajdonos-ügyvezetője, számos rendezvény és road show lebonyolítója (Philips, Danubius, Nokia, Pannon GSM, Hunguest, Axelero, Le Meridian, Air France, augusztus 20-i állami ünnepség, média események, P.R. kampányok szervezőjeként). 1995-től részben az Operock, részben pedig az 1999-ben alakult DUNA-P. ® art Kft. égisze alatt reklámügynökséget vezetett, amely keretében számos cégnek készített részben kreatív, részben PR., illetve rendezvényszervezéssel kapcsolatos munkákat, valamint médiavásárlással is foglalkozott.
2000-ben nyitotta meg a budapesti Moulin Rouge mulatót, majd indult az igazgatói székért a Budapesti Operett Színház pályázatán, ahol 14 jelentkezőből a szakmai zsűri által jelölt pályázó lett másodmagával, de végül a Fővárosi Kulturális Bizottság nem őt jelölte az igazgatói székbe.
2003-ban egy új interaktív játék világszabadalmát a nevére jegyezték be, amelyet az IKO New Media és az RTL Klub közreműködésével „SMS Hírszerző” néven valósított meg.
2003 és 2004 között mint stratégiai tanácsadó közreműködött a Danubius Rádió eladásában, amelyet végül 2004-ben vásárolt meg az Advent International mint pénzügyi befektető a Great Western Radio tulajdonostól. A tranzakció 30 millió eurós rekord áron valósult meg.
2004 decemberében nyitotta Művészbejáró néven az Andrássy úton, az Artisjus korábbi irodája helyén, az első magyarországi színházi és filmes relikviák ajándékboltját, amelynek weboldala elnyerte a Hungarian Webdesign Awardot.
2006-ban CiTiBiTs néven egy új idegenforgalmi vállalkozás társtulajdonosaként egy részben Internetes, részben kereskedelmi forgalomra szánt termékfejlesztést valósított meg, amely újszerű formában prezentálta a hazai szuveníripar „hungarikumait”.
2007-től a Budapesten található „Tüskecsarnok” újrahasznosításába vágott bele. Először bérbe vette az ingatlant, ahol többek közt a Universal Pictures és a MidAtlantic a HELLBOY II. című amerikai szuperprodukciónak volt a stúdiója, majd 2008-ban a Magyar Nemzeti Vagyonkezelő Zrt. pályázati felhívását elnyerte cége, amely egy Atlantis Congress & Events Hall néven egy konferencia-, és rendezvényközponttal kapcsolatos jelentős ingatlanfejlesztésre készült, ám a projekt a 2008 őszén kitört gazdasági világválság miatt félbeszakadt.
Szintén 2008-ban indította el a NetBiZz Kft. keretein belül egy új kezdőlap és közösségi oldal fejlesztését, amelyet Simpaticon néven valósított meg. A kezdőlap az Origo támogatásával indult el.
2009-ben és 2010-ben szintén rendező édesapjával, Kalmár Tiborral mint producer bonyolította le az általa megálmodott Humor Napja rendezvényt, amely utána minden évben ugyanakkor, Karinthy Frigyes születésnapján, azaz június 24-én került megrendezésre.
2010-ben az új Előadóművészeti Törvényben rögzített adókedvezményes támogatások igénybevételének közvetítésére létrehozott egy REMATIA nevű adatbázist, és körülbelül 30 színház és egyéb előadóművészeti intézmény és társulat részére több százmillió forint elosztásában közreműködött.
2010-ben az egykori SZIKRA mozi helyén egy új kulturális központ kialakítását valósította meg, amelyre a Nemzeti Fejlesztési Ügynökség Új Magyarország Fejlesztési Terv „turisztikai vonzerővel rendelkező kulturális attrakció” pályázatát nyerte el. 2010-ben hozzáfogott az újjáépítéshez, és a 2010 novemberében kezdődő három hónapos próbaüzemet követően 2011. február 11-én a SZIKRA cool • tour • house - Budapest új kulturális szórakoztató központja - hivatalosan is lángra lobbant. Rövid, pár hónapos működése alatt 12 színházi előadás volt a repertoárjukon – ebből 6 eredeti bemutató –, 2 új show és több mint 30 koncertet tartottak. A SZIKRA üzemeltetését 2011. május 31-én fejezte be.
2014-ben indított el egy startup projektet, amelyet az Uber taxi ihletett: egy Yummber nevű lakáskonyha-megosztó rendszert épített, amely rögtön berobbant a köztudatba, és ígéretes reményekkel indult el a nemzetközi mezőnyben –  2016-ban Las Vegasban a CES által rendezett EU Startup Matchfest-en negyedik helyezést ért el.

## Vállalkozói és alkotómunka
2011-ben saját erőből kezdett el fejleszteni Tasnádi István forgatókönyvíróval megtörtént esemény alapján egy nagyszabású zenés történelmi filmet. Az előkészített filmterv – amely már egy koprodukciós feltételhez kötött támogatást is kapott a Nemzeti Filmalaptól – az első világháború végén játszódik egy szibériai hadifogolytáborban, ahol a magyar hadifoglyok bemutatják a Csárdáskirálynő című operettet. Az évek során már kétszer is sikerült elkezdeni a forgatást – először egy angol nyelvű változatban, német producerek bevonásával, Robert Dornhelm rendezésében, amelyben Gerard Depardieu is elvállalt egy szerepet, illetve a 2018-as évben Rudolf Péter rendezővel és a FocusFox Stúdióval előkészítve. A filmről jelenleg orosz társproducerekkel folyik a tárgyalás.
2013-ban Gulyás Buda operatőrrel egy 3D táncfilmet készített egy 4Dx turisztikai mozi számára, valamint egy másik, szintén turisták számára készülő animációs filmet készített elő, amely a magyar világhírességeket mutatja be egy különleges városnézés során. A projekt a 2020-as évben fog megvalósulni Budapesten.
2018-ban két újabb startup vállalkozásban is részt vállalt, a Foodyapp lényegében a Yummber rendszert próbálta átültetni az éttermi gyakorlatba, az iWelcome2 Budapest alkalmazás pedig egy turisztikai kereskedőház, amelyet Flesch Tamás és Eőry Botond turisztikai szakemberekkel keltett életre mint ötletgazda és üzletfejlesztési vezető.
Ez idő alatt készült el két mű is, amelyben íróként dolgozott: a Záróra című zenés „bárszínház”is, amelynek szövegkönyvét írta, a dalokat pedig Bródy János és Wolf Péter jegyzik. A szerzők egyelőre a legmegfelelőbb játszási helyet és körülményeket keresik. A másik pedig egy új magyar filmterv, amely öt filmszkeccsben egy különös szemszögből mutatja be az elmúlt 100 év magyar filmes közhelyein keresztül a Szomorú Vasárnap legendáját. A címe: 5KOR. A filmet nemcsak forgatókönyvíróként, hanem társproducerként is fejleszti tovább.
Legutóbb a "Dzsászt-e zsidolo" című stand-up műsorával mutatkozott be a Jurányiház színpadán 2024 áprilisában. 